# In morte di Giovanni Cairoli
In morte di Giovanni Cairoli è un componimento poetico di Giosuè Carducci contenuto nella raccolta Giambi ed Epodi e ispirato alla vicenda dello scontro di villa Glori.